# Parlement des démons
Le Parlement des démons (Parliament of Devils) fut un Parlement d'Angleterre qui se tint en 1459 à Coventry. Ce fut le vingt-et-unième parlement du règne d'Henri VI, et le président de la Chambre des Communes fut Sir Thomas Tresham.

## Contexte
La guerre des Deux-Roses reprend à l'été 1459. La reine Marguerite d'Anjou avait en 1456 persuadé son époux Henri VI, atteint de démence, de la nécessité de déplacer la cour de Londres dans les Midlands, où ses soutiens avaient le plus d'influence. Les partisans lancastriens de la reine se rassemblent lors d'un grand conseil tenu à Coventry le 24 juin 1459. Il s'agit d'un acte de défiance vis-à-vis du parti de l'opposition mené par Richard Plantagenêt, 3e duc d'York. Richard et ses alliés Neville, qui craignent d' être arrêtés pour trahison, refusent de se présenter devant la reine. Ils sont rapidement accusés de rébellion. Appelant ses soutiens, dont son beau-frère Richard Neville, 5e comte de Salisbury, et son neveu Richard Neville, 16e comte de Warwick, York est prêt à se confronter aux troupes du roi à l'automne 1459. 
Pourtant, le 12 octobre, lorsque les deux armées se font face devant Ludlow, le duc d'York comprend qu'il est largement en infériorité numérique. Henri VI offre son pardon à tout soldat yorkiste prêt à changer de camp. Au cours de la nuit, la garnison de Calais sous les ordres d'Andrew Trollope fait défection. York, Salisbury et Warwick s'enfuient alors de Ludlow. York et son fils cadet Edmond, comte de Rutland, embarquent pour l'Irlande. Salisbury, Warwick et le fils aîné de York, Édouard, comte de March, s'enfuient à Calais.

## Convocation du Parlement
Le 9 octobre, avant même la déroute de Ludford Bridge, Henri VI avait convoqué le Parlement à Coventry. Le 20 novembre, un Parlement rempli de Lancastriens décide de frapper d'un bill d'attainder les chefs yorkistes et leurs fidèles. Néanmoins, James Butler, 1er comte de Wiltshire et nommé Lord lieutenant d'Irlande à la place du duc d'York, échoue à expulser les Yorkistes de la Pale. Le Parlement d'Irlande refuse d'accepter les décisions prises par celui de Coventry. Henri Beaufort, 2e duc de Somerset, parvient quant à lui à débarquer près de Calais et s'empare de Guînes mais ses deux tentatives pour reprendre Calais à Warwick sont infructueuses. 
Le 11 décembre, les Lancastriens présents jurent de garantir la succession du prince Édouard de Westminster, fils d'Henri VI et de Marguerite d'Anjou. Le Parlement est ensuite dissous le 20 décembre. Pour le moment, l'Angleterre semble unie derrière son roi. Cette situation ne va pourtant pas durer longtemps.